# FreeCol
FreeCol(프리콜)은 GNU 일반 공중 사용 허가서로 배포되는 자유 소프트웨어로 1994년 출시된 시드 마이어의 콜로니제이션의 클론이다. 자바로 작성되어 있으며, 리눅스, 마이크로소프트 윈도우, 맥 오에스 텐 등에서 동작한다. 단, 0.8.0버전에서 맥 오에스 텐과 약간의 문제가 있어서 게임을 자주 저장해야 한다.
1.0.0 버전까지 시드 마이어의 콜로니제이션에서 구현하고 있는 모든 기능을 구현하여 완성도를 높이는 것이 목표이며, 이후에는 더 발전적인 특징들을 추가할 예정이다.

## 같이 보기
- Freeciv
- 시드 마이어의 콜로니제이션